# Endomorfismo

Projeção ortogonal sobre uma reta m é um operador linear no plano. Este é um exemplo de um endomorfismo que não é um automorfismo.

Em matemática, um endomorfismo é um morfismo (ou homomorfismo) de um objeto matemático nele mesmo. Por exemplo, um endomorfismo de um espaço vetorial V é uma transformação linear f: V → V, e um endomorfismo de um grupo G é um homomorfismo de grupos f: G → G. Em geral, pode-se falar de endomorfismos em qualquer categoria. Na categoria dos conjuntos, endomorfismos são funções de um conjunto S nele mesmo.
Em qualquer categoria, a composição de dois endomorfismos quaisquer de X é novamente um endomorfismo de X. Segue-se que o conjunto de todos os endomorfismos de X forma um monoide, denotado End(X) (ou EndC(X) para enfatizar a categoria C).

## Automorfismos
Uma endomorfismo inversível de X é chamado de automorfismo. O conjunto de todos os automorfismos é um subconjunto de End(X) com uma estrutura de grupo, chamado de grupo de automorfismos de X e denotado por Aut(X). No diagrama a seguir, as setas denotam implicação:
| automorfismo | ⇒ | isomorfismo    |
| ⇓            |   | ⇓              |
| endomorfismo | ⇒ | (homo)morfismo |

## Anel de endomorfismos
Quaisquer dois endomorfismos de um grupo abeliano A podem ser adicionados conforme a regra (f + g)(a) = f(a) + g(a).  Sob esta adição, os endomorfismos de um grupo abeliano formam um anel (o anel de endomorfismos). Por exemplo, o conjunto de endomorfismos de Zn é o anel de todas as matrizes n × n com entradas inteiras. Os endomorfismos de um espaço vetorial ou modulo também formam um anel, do mesmo modo que os endomorfismos de qualquer objeto em um categoria pré-aditiva. Os endomorfismos de um grupo não abeliano geram uma estrutura algebrica conhecida como um quase anel. Todo anel com unidade, é um anel de endomorfismos de seu modulo regular, e como tal é um subanel de um anel de endomorfismos de um grupo abeliano, no entanto há anéis que não são um anel de endomorfismos de nenhum grupo abeliano.

## Teoria dos operadores
Em qualquer categoria concreta, especialmente em espaços vetoriais, endomorfismos são aplicações de um conjunto nele mesmo, e podem ser interpretados como operadores unários neste conjunto, agindo nos elementos, e permitindo definir a noção de órbitas de elementos, etc.
Dependendo da estrutura adicional definida para a categoria em questão (topologia, métrica, ...), tais operadores podem ter propriedades como continuidade, ser limitada e assim por diante. Mais detalhes podem ser encontrados no artigo sobre teoria dos operadores.

## Endofunções
Uma endofunção é uma função cujo domínio é igual ao seu contradomínio. Uma endofunção homomórfica é um endomorfismo.
Seja S como um conjunto arbitrário. Entre as endofunções de S encontramos permutações de S e funções constantes associando a cada {\displaystyle x\in S} um certo {\displaystyle c\in S.} Cada permutação de S tem o contradomínio igual ao seu domínio, e é bijetiva e inversível. Uma função constante em S, se S tem mais de um elemento, tem um contradomínio que é um subconjunto próprio desse domínio, não é bijetiva (e não é invertível). A função que associa a cada inteiro natural n o piso de n/2 tem seu contradomínio igual ao domínio e não é invertível.
Endofunções finitas são equivalentes a pseudoflorestas orientadas. Para conjuntos de tamanho n, existem nn endofunções no conjunto.
Um tipo particular de endofunções bijetivas são as involuções, isto é, as funções que coincidem com suas inversas.